# Serious Sam 3: BFE
Serious Sam 3: BFE (Before First Encounter) è un videogioco sparatutto in prima persona sviluppato dalla Croteam e pubblicato dalla Devolver Digital. È il terzo titolo della serie iniziata con Serious Sam, e rappresenta il prequel di Serious Sam: The First Encounter. La storia del gioco si svolge nel XXII secolo durante l'invasione della Terra da parte di Mental, come è implicito in The First Encounter. Il gioco è stato pubblicato il 22 novembre 2011 per Windows, il 17 ottobre 2012 su Xbox Live, il 6 novembre 2012 su Linux, mentre la versione per PlayStation 3 è disponibile esclusivamente in versione digitale da maggio 2014.

## Modalità di gioco
Come i suoi predecessori, Serious Sam 3: BFE (abbreviato SS3:BFE), è uno sparatutto in prima persona che consiste nell'affrontare orde di nemici in spazi più o meno aperti. Rispetto al passato sono stati aggiunti nemici e armi. Non c'è un limite per le armi trasportabili, che sono 13 in tutto.
La vita si autorigenera solo nella difficoltà "turista", in caso contrario è necessario raccoglierla dal terreno passandoci sopra con il personaggio. Munizioni, armi e armatura, sarà necessario trovarle in giro e in aree segrete presenti nei diversi livelli di gioco qualunque sia la difficoltà scelta. 
Novità di Serious Sam 3, rispetto ai predecessori, sono la possibilità di scattare per un tempo illimitato ma senza poter sparare in corsa e la possibilità di affrontare in corpo a corpo i nemici vicini colpendoli e uccidendoli al fine di risparmiare munizioni.

## Trama
Serious Sam 3: BFE è il prequel dell'originale Serious Sam: The First Encouter e racconta gli avvenimenti sulla terra prima del viaggio di Sam nel passato. Precedentemente al 2060 A.D, l'umanità ha lentamente cominciato a scoprire artefatti e rovine costruite in tempi antichi dai Siriani, la famosa ed estinta razza dal pianeta Sirius. Sfortunatamente, Mental ha scelto questo tempo per rivolgere la sua attenzione verso la Terra. Ha disposto le sue navi spaziali in infinite orde di attacco contro la Terra, conducendo una conquista che in tre anni, dal 2104 al 2107,  ha quasi portato l'umanità all'estinzione. In un ultimo disperato tentativo, i sopravvissuti scoprono il blocco temporale: un manufatto che dovrebbe garantire ad una singola persona il potere di viaggiare nel tempo tramite un portale inter-dimensionale. Attraverso questo, quella persona può modificare un punto cruciale nel passato e alterare tutta una serie di eventi passati. Tuttavia il dispositivo è inattivo e bisogna prima scoprire come alimentarlo.
Sam "Serious" Stone, membro della forza di Difesa Terrestre, assieme ad altri soldati del reparto Alpha fa parte di una spedizione in un moderno Egitto occupato dalle armate di Mental. La loro missione originaria era quella di compiere ricognizioni, incontrare e prelevare la squadra Bravo che stava proteggendo il Dr. Stein, uno scienziato che credeva di avere le istruzioni per alimentare il blocco temporale. Tuttavia Sam viene catapultato fuori dal veicolo e entrambe le squadre vengono distrutte. Per fortuna Sam riesce a ritrovare il telefono di Stein e trasmetterlo al quartier generale. Le decifrazioni indicano la presenza di una camera siriana nascosta sotto la Grande Piramide. Sam scopre da sé un passaggio segreto nella Sfinge. Non solo scopre la camera nascosta, ma recupera informazioni cruciali per alimentare il Blocco Temporale e ritrova un antico braccialetto siriano.
Per alimentare il Blocco Temporale, bisogna attivare due enormi generatori al plasma. Hellfire della Squadra Charlie da il compito a Sam di attivarli. Questo fa entrare la Squadra Charlie nell'organizzazione dell'entrata al Blocco Temporale. Sam è sollevato dal dovere e sta per essere estratto dal Cairo, ma viene attaccato e fugge verso le rovine di Nubia. Muovendosi fra le tombe, Sam trova un membro morto della Squadra Alpha con una ricetrasmittente funzionante. Tramite questa riesce a contattare il quartier generale della forza della Difesa Terrestre, e stupisce Hellfire dicendo di essere ancora vivo. Quando domanda a Hellfire cosa è successo, lei gli risponde che il quartier generale è stato attaccato dalle forze di Mental. Quinn è stata uccisa e della Squadra Alpha è rimasta solo lei. Con il suo ultimo respiro, Hellfire dice a Sam di trovare un luogo sicuro e se qualche umano fosse sopravvissuto, l'avrebbero trovato. Uno Gnaar attacca Hellfire, finendo la corsa alla sopravvivenza dell'umanità. Lo Gnaar prende la ricetrasmittente di Hellfire e dice a Sam che è tutto finito e che Mental ha vinto. Ora, determinato di finire quello che i Siriani avevano iniziato, Sam replica che avrebbe distrutto qualsiasi forza di Mental dalla faccia dell'universo. Lo Gnaar dice che è troppo tardi e che Mental sta pianificando di "allunare" la Terra, facendo replicare Sam con un "gli sparerò nel culo e lo appenderò al muro" prima di riattaccare. Ora Sam è ufficialmente l'Ultimo Uomo sulla Terra e sapendo cosa andava fatto, pianifica di usare il Blocco Temporale da sé e di uccidere Mental nel passato prima che possa prendere il controllo della Terra e distruggere l'umanità del suo presente. Di conseguenza Sam fa un ultimo viaggio al Tempio di Hatshepsut, dove è situato il Blocco Temporale.
La spedizione finisce quando Sam uccide Ugh-Zan IV, la nuova incarnazione di Ugh-Zan III da Serious Sam: The First Encounter. Con Ugh-Zan IV morto, il Blocco Temporale si attiva, mostrando un portale inter-dimensionale verso il 3000 B.C, il momento dell'estinzione Siriana. Sam allora chiama Mental con il telefono di Stein, tuttavia risponde la figlia di Mental, Judy. Sam dice a Judy di dire al padre che sta venendo a "giocare" con lui, ossia che intendeva ucciderlo. Stupita, Judy chiede a Sam se è serio, e Sam risponde "Perché? Sì, di fatto, io lo sono". Improvvisamente, viene avvisato che la Luna sta rapidamente entrando nell'atmosfera terrestre. Rendendosi conto ciò che stava per succedere, Sam corre verso il Blocco Temporale, minacciando per un'ultima volta Mental prima di saltare nel portale. Il gioco finisce con l'impatto della Luna contro la Terra, che distrugge il pianeta.

## Misure Antipirateria
Serious Sam 3: BFE Ha un curioso sistema di protezione hacking: nel caso in cui si scarichi una versione del gioco craccata, vari effetti negativi influiranno nel gameplay:
- Il primo effetto (anche quello più noto) è quello dove nel primo livello apparirà un nemico che non potrà essere sconfitto in alcun modo (uno scorpione umanoide gigante e immortale), da cui si potrà fuggire finché non si saranno esauriti tutti i punti vita.[4][5]
- Il secondo effetto (manifestandosi se il primo è stato superato) è quello dove nel quinto livello, il gioco bloccherà la camera, costringendoti a guardare su nel cielo mentre gironzoli in cerchio.[5]
- Il terzo effetto è quello dove nonostante il gioco dice che sta salvando i dati, in realtà, non lo sta facendo. I dati di salvataggio risulteranno sempre danneggiati, costringendoti a ricominciare il gioco dall'inizio se muori. Uscire dal gioco causerà l'eliminazione di tutti i file di salvataggio.
- Il quarto (nonché ultimo) effetto è quello dove dopo 5 minuti di gioco, il gioco andrà in crash. Persino durante il finale, il gioco andrà (ogni volta) in crash.

## Accoglienza
| Rivista                   | Voto                |
| ------------------------- | ------------------- |
| Gamespot                  | 6/10                |
| IGN                       | 7/10                |
| GameSpy                   | 3.5/5               |
| Eurogamer                 | 7/10                |
| Multiplayer.it            | 8.5/10              |
| SpazioGames.it            | 7.5/10              |
| Videogame.it              | 3/5                 |
| Games.it                  | 8.5/10              |
| Aggregatori di recensioni | Media               |
| Metacritic                | 72% (53 recensioni) |